# George K. Nash
Pour les articles homonymes, voir George Nash et Nash.
George Kilborn Nash (14 août, 1842 – 28 octobre, 1904) est un homme politique américain. Républicain, il fut le 41e gouverneur de l'Ohio.
Nash est né à York Township (en), comté de Medina, Ohio. Il fit ses études au Western Reserve College. Après avoir servi dans l'armée de l'Union durant la Guerre de Sécession, Nash retourna en Ohio pour étudier le droit. Il fut State Attorney General de 1880 à 1883 puis Associate General de la Cour suprême de 1883 à 1885. Nash fut gouverneur de l'Ohio du 8 janvier 1900 au 11 janvier 1904.

## Source
- (en) Cet article est partiellement ou en totalité issu de l’article de Wikipédia en anglais intitulé « George K. Nash » (voir la liste des auteurs).